# Perizoma albida
Perizoma albida är en fjärilsart som beskrevs av Sohn-rethel 1929. Perizoma albida ingår i släktet Perizoma och familjen mätare. Inga underarter finns listade i Catalogue of Life.